# Vladislav Piskunov
Vladislav Jurijovytj Piskunov (ukrainska: Владислав Юрійоивч Піскунов), född den 7 juni 1978, är en ukrainsk före detta friidrottare som tävlade i släggkastning.
Piskunovs genombrott kom vid junior-VM 1994 där han ursprungligen belade förstaplatsen, men han stängdes senare av efter att ha varit dopad. Han var tillbaka vid EM 1998 där han slutade på tionde plats. Bättre gick det vid VM 1999 i Sevilla där han slutade på tredje plats efter att ha kastat 79,03 meter. Han deltog vid Olympiska sommarspelen 2000 i Sydney, men där tog han sig inte vidare till finalen. Samma ska hände vid VM 2001 i Edmonton.
Han deltog vidare vid EM 2002 i München där han slutade på andra plats efter ett kast på 80,39 meter. Året efter deltog han vid VM 2003 i Paris men tog sig inte vidare till finalen.
Vid VM 2005 i Helsingfors testade han ånyo positivt för doping och stängdes av på livstid.